# Veronica sutchuenensis
Veronica sutchuenensis là một loài thực vật có hoa trong họ Mã đề. Loài này được Franch. miêu tả khoa học đầu tiên năm 1900.